# Jemaah Islamiyah (Indonésie)
Pour les articles homonymes, voir Jemaah Islamiyah.
La Jemaah Islamiyah (arabe : الجماعه الإسلامية, al-Jamāʿh al-Islāmiyah, JI, français : Communauté islamiste) est une organisation armée islamiste indonésienne, fondée officiellement en janvier 1993.
Le responsable opérationnel en est Riduan Isamuddin ou Hambali, qui serait détenu en Jordanie pour le compte des États-Unis.
L'organisation est placée sur la liste officielle des organisations terroristes du Canada, des États-Unis et de l'Australie. Elle est considérée par l'ONU comme proche d'al-Qaïda et à ce titre sanctionnée par le Conseil de sécurité des Nations unies.

## Histoire
Le fondateur présumé de la JI est Abdullah Sungkar. Son nom est cité pour la première fois en 1978, avec celui d'Abubakar Ba'asyir, chef spirituel présumé de la JI, quand ils furent arrêtés pour liens avec le Darul Islam (un mouvement qui de 1948 à 1964, dirigera une rébellion en vue de créer un État islamique en Indonésie). Ba'asyir et Sungkar avaient fondé un pesantren (école religieuse musulmane) à Ngruki, près de Solo à Java central. Ils seront condamnés à 9 ans de prison mais libérés en 1982.
Ils entreprennent alors d'organiser des cellules clandestines, qui seront rapidement démantelées par les autorités mais constitueront le vivier de la future JI. En 1985, leur condamnation initiale étant confirmée, ils s'enfuient en Malaisie, pays alors très accueillant pour les mouvements islamistes de tous pays. Ils y seront suivis par de nombreux partisans. Plus de 200 recevront un entraînement dans des camps pakistanais avant d'aller combattre en Afghanistan. Toutefois, aucun d'eux ne figure sur la liste des "martyrs" morts dans la lutte contre les troupes soviétiques.
La JI est impliquée dans les violences entre chrétiens et musulmans dans la région de Poso (province de Sulawesi central) et surtout dans les attentats de Bali (le plus important commis dans la région, avec 202 morts, le 12 octobre 2002, ainsi que celui du 1er octobre 2005), de l'ambassade australienne en Indonésie (9 septembre 2004) et de l'hôtel Marriott à Jakarta (17 juillet 2009).
Abdullah Sungkar est né en 1937 à Solo, d'une famille d'origine yéménite de marchands de batik, le tissu traditionnel javanais. Il fonde la JI en 1993. Il meurt en 1999.
Abubakar Ba'asyir est né en 1938 à Jombang (Java oriental), également dans une famille d'origine yéménite. Dans sa jeunesse, il est actif à Al Irsyad, une organisation islamique qui regroupe la communauté des Indonésiens d'origine arabe. Il se lie à Sungkar dans les années 1960 lors de ses études à l'université Al Irsyad à Solo. Il revient de Malaisie en 1999, après la démission de Soeharto. On pense qu'il prend la direction de la JI à la mort de Sungkar.
Ba'asyir est arrêté en octobre 2002, à la suite des attentats de Bali. Un premier procès lui est intenté, au terme duquel il est condamné à 4 ans de prison pour "subversion avec l'intention de renverser le gouvernement". Sa peine est réduite à 3 ans en appel, puis à 18 mois par la Cour Suprême indonésienne. Il est immédiatement arrêté à sa sortie de prison en 2004 sur la base du dossier balinais, dans le cadre d'une nouvelle loi antiterroriste qui vient alors d'être votée. La Cour Constitutionnelle rejette le principe de rétroactivité de cette loi. Il est alors condamné à 30 mois de prison pour l'attentat du Marriott.
Les confessions d'anciens élèves de Ba'asyir, ainsi que des enquêtes menées par des chercheurs d'universités islamiques d'État, démontrent la responsabilité morale de Ba'asyir dans ces attentats.
Hambali, le responsable opérationnel de la JI, a par ailleurs été choisi comme chef des opérations d'Al-Qaïda pour l'Asie du Sud-Est. On peut toutefois décrire la JI non pas comme une branche régionale d'al-Qaida mais comme d'anciens combattants qui cherchent à recréer et transmettre ce qu'ils ont vécu en Afghanistan.
Certains soutiennent que la JI a pour but l'établissement d'une "Daulah Islamiyah Nusantara" ("État islamique nusantarien", de "Nusantara", nom que les Indonésiens donnent à leur archipel) qui regrouperait l'ensemble de l'Asie du Sud-Est insulaire et péninsulaire musulmane, c'est-à-dire les États actuels de Brunei, de l'Indonésie, de la Malaisie, de Singapour, ainsi que le sud des Philippines et de la Thaïlande.
A. Feillard et R. Madinier ont démontré le peu de crédibilité du projet de "Daulah Islamiyah Nusantara". En effet, les différentes rébellions menées au nom de l'islam en Asie du Sud-Est ont toujours eu comme cadre et comme perspective l'État-nation dans lequel elles se sont déroulées. Le Darul Islam indonésien voulait créer un État islamique en Indonésie. Les musulmans du sud des Philippines ou de la Thaïlande demandent la reconnaissance de leur identité, de leurs droits et d'une certaine autonomie. Quoi qu'il en soit, aucun document de la JI ne mentionne de "daulah islamiyah nusantara".
Le 17 septembre 2009, l'« émir » d'une branche dissidente de Jemaah Islamiyah, Noordin Mohammed Top, est abattu à Java par les autorités indonésiennes.
En juillet 2024, Un haut dirigeant de Jemaah Islamiyah annonce la dissolution du groupe, accusé d'être responsable des attentats de Bali en 2002.